# Дъглас (Аризона)
Вижте пояснителната страница за други значения на Дъглас.
Дъглас (на английски: Douglas) е град в окръг Коучис, щата Аризона, САЩ. Дъглас е с население от 20 316 жители (2008) и обща площ от 20 km². Намира се на 1221 m надморска височина. ЗИП кодът му е 85607, 85608, 85655, а телефонният му код е 520.